# Hikmet Renan Şekeroğlu
Hikmet Renan Şekeroğlu (* 8. September 1960 in Washington, D.C.) ist ein türkischer Diplomat. Er ist seit 2014 türkischer Botschafter in Mali.

## Leben
Şekeroğlu schloss 1982 ein Studium der Internationalen Beziehungen an der Universität Ankara ab. Am 21. März 1983 trat er in den auswärtigen Dienst ein. Nach Tätigkeiten in verschiedenen Botschaften und Konsulaten – unter anderem als Gesandtschaftssekretär in Bagdad, Stockholm, Neu-Delhi und als Vizekonsul am Generalkonsulat in London – wurde er 2005 Generalkonsul in Odessa. Von 2007 bis 2010 war er Generalkonsul in Sydney. Seit 15. April 2014 ist er türkischer Botschafter in Mali.
Şekeroğlu ist verheiratet und hat zwei Kinder. 

## Einzelbelege
1. ↑  türkische Botschaft in Bamako, Büyükelçinin Özgeçmişi

| Vorgänger      | Amt                                                | Nachfolger |
| -------------- | -------------------------------------------------- | ---------- |
| Kemal Kaygisiz | türkischer Botschafter in Mali Seit 15. April 2014 | —          |

| Personendaten    | Personendaten           |
| ---------------- | ----------------------- |
| NAME             | Şekeroğlu, Hikmet Renan |
| KURZBESCHREIBUNG | türkischer Diplomat     |
| GEBURTSDATUM     | 8. September 1960       |
| GEBURTSORT       | Washington, D.C.        |